# Carlos Aymerich
Carlos Ignacio Aymerich Cano (ur. 21 stycznia 1967 w Vigo) – hiszpański prawnik, profesor uniwersytecki i polityk. Członek Kongresu Deputowanych i Parlamentu Galicyjskiego. Specjalizuje się w naukach politycznych i prawie, doktor prawa.

## Życiorys
Skończył prawo na Universidade de Santiago de Compostela w 1990 roku. W 1993 roku ukończył studia doktoranckie na Universidade da Coruña, realizując program „Wspólnota Europejska i regulacje wewnętrzne”. W 2004 roku kierował pracą doktorską pt. Contratação Pública e Princípios Comunitários (Zamówienia publiczne i zasady wspólnotowe).
Był członkiem Kongresu Deputowanych w latach 2000–2004, reprezentując prowincję A Coruña. Od lipca 2005 do złożenia swojego mandatu w marcu 2013, zasiadał w Parlamencie Galicyjskim. Swoje odejście motywował rozbieżnościami z sektorem większościowym w parlamencie, sam był liderem bardziej radykalnego frontu swojej partii „Abrente”. W parlamencie galicyjskim przez jedną kadencję pełnił funkcję rzecznika Galicyjskiego Bloku Nacjonalistycznego.
29 lutego 2016 ogłosił, że odchodzi z Galicyjskiego Bloku Nacjonalistycznego. Podjął pracę w departamencie prawa publicznego na Universidade da Coruña. 14 stycznia 2020 został sekretarzem generalnym uczelni.

## Publikacje
- Adxudicación e formalización dos contratos públicos. Exame da Lei española de Contratos das Administracións Públicas. Scientia Iuridica, 1999, Uniwersytet Minho[1]
- Acerca de la naturaleza normativa de los pliegos de cláusulas administrativas particulares. El derecho administrativo en el umbral del siglo XXI: homenaje al profesor Dr. D. Ramón Martín Mateo, 2000, Tirant lo Blanch[1]
- O Tratado da Constitución Europea. Visións desde Galiza (pol. Traktat ustanawiający Konstytucję dla Europy. Wizje z Galicji), 2005, Baía Edicións
- Crisis Económica y Contratación Pública. Contratación Pública Estratégica, 2013, Thomson Reuters-Aranzadi[1]
- Subvenciones y Estado Autonómico. Crítica de la última jurisprudencia constitucional. Revista Vasca de Administración Pública, 2013, Instituto Vasco de Administración Pública[1]
- O control xudicial das políticas de austeridade. A propósito do Acordão 187/2013, de 5 de Abril, do tribunal Constitucional portugués. Anuario da Facultade de Dereito, 2013, Universidade da Coruña[1]
- A Unión Europea como problema. Reflexións desde Galiza (pol. Unia Europejska jako problem. Refleksje z Galicji), 2014, Fundación Galiza Semper

## Życie prywatne
Deklaruje znajomość języków obcych: niemieckiego, francuskiego, angielskiego i portugalskiego.